# Chiesa di San Giovanni Battista (Fiè allo Sciliar)
La chiesa di San Giovanni Battista (in tedesco Kirche St. Johann der Täufer) è la parrocchiale ad Aica di Fiè (Völser Aicha), frazione di Fiè allo Sciliar (Völs am Schlern) in Alto Adige. Appartiene al decanato di Chiusa-Castelrotto della diocesi di Bolzano-Bressanone e risale al XV secolo.

## Descrizione
La chiesa è un monumento sottoposto a tutela col numero 17917 nella provincia autonoma di Bolzano.